# 浅井ゆかり
浅井 ゆかり（あさい ゆかり、1958年〈昭和33年〉 - ）は、日本の社会活動家。特定非営利活動法人子どもと女性の身体と心を育てる「心和 -cocorowa-」理事長、元公益社団法人日本駆け込み寺代表。別名、浅井夕佳里。愛知県名古屋市南区出身。血液型はAB型。夫は元ソニー・ミュージックエンタテインメントでライブハウス「Zepp」立ち上げ統括者の浅井幸司。

## 来歴
1958年（昭和33年）、三菱自動車でテストドライバーをしていた父の末娘として愛知県名古屋市南区に生まれる。学生時代はソフトボール、バスケットボールに夢中だった。18才から20才まで名古屋のモデル事務所に所属し、CM、広告、ポスター出演を経験。SHARPに就職し広報を担当。
1984年（昭和59年）26才のとき、CBS・ソニーでSDオーディション、レベッカ、聖飢魔IIの宣伝を担当していた浅井幸司と結婚。東京転勤を機にNECに転職、能力開発、ユーザー教育を担当。当時女性の転勤を認めていなかった「SHARP」を見返すため敢えてライバル会社の「NEC」の再就職試験を受けた。
1998年（平成10年）夫（浅井幸司）がソニーの新規事業・ライブハウス『Zepp』立ち上げの統括に任命され転勤族となる（のちにZepp福岡、Zepp名古屋、Zeppなんば大阪、Zepp台場の初代支配人）。同年、40歳にして高齢出産で女児を授かる。新しいことに挑戦しようとマンパワージャパンに転職。アメリカ本社で技術育成プログラミングを学び女性としての働き方改革について学んだ。
出産をキッカケに児童教育に興味をもち2001年（平成13年）43才のときに立正大学心理学部臨床心理学科に入学。在学中の研究室において、食物・環境アレルギーが人体に影響を及ぼし、脳の代謝異常を引き起こしており、精神疾患や発達障がいなどの疾患につながっている事を知る。子どもの知能アップトレーニング、食事指導、生活環境指導を学ぶ。知的に遅れた発達障がい児の改善について論文を書いた。
2010年（平成22年）から、発達障がい児の個々の事情に合わせたトレーニング、家族へのカウンセリングおよびサポート、能力開発、家庭の環境・食事改善指導を行う。併せて、定型発達の子どもの知能指数UPのための手法について、独自に開発を行い、小学校受験ができるまでの子どものための能力開発に携わるようになる。
2016年（平成28年）特定非営利活動法人・子どもと女性の身体と心を育てる「心和-cocorowa」設立。障がいがある無しに関わらず全ての子どもたちの教育と身体づくりと母親へのサポート活動を行う。2019年（令和元年）玄秀盛が創設した公益社団法人日本駆け込み寺代表に就任。
2018年（平成30年）夫・浅井幸司（グラッチェ浅井）が代表取締役を務める「株式会社エーモスト」のCFOに就任。夫の幸司はソニーを定年退職後、会社経営をしながら芸能事務所やメディア顧問も行っている。
知的障がい児の保護者のカウンセリング・サポート業務を行いながら、二子多摩川のマンションでアートセラピーを通した子どもの発達心理教室を主宰。
2023年（令和5年）6月、公益社団法人日本駆け込み寺代表を退任。

## 略歴
- 1983年10月、SHARP入社
- 1985年11月、NEC入社
- 1998年7月、マンパワージャパン入社
- 2006年3月、立正大学心理学部臨床心理学科卒業[1][2]
- 2010年、一般社団法人エジソン・アインシュタインスクール協会理事、エジソン・アインシュタインメソッド研究所所長に就任
- 2016年9月1日、特定非営利活動法人・子どもと女性の身体と心を育てる『心和-cocorowa-』設立
- 2018年、「株式会社エーモスト」CFOに就任[7]
- 2019年7月1日、公益社団法人『日本駆け込み寺』代表に就任（2023年6月退任）

## 人物
- 趣味は料理、ウォーキング、夫との晩酌 [1]
- 動物好き、ミニチュア・ピンシャーを飼っている。かつて虐待を受けていたところ身柄を引き受けた
- 知ったからには伝えなければ！精神が人一倍に強い[1]

## 資格
- 簿記1級
- 高校教員免許（公民）
- 国家資格 キャリアコンサルタント認定心理士
- だしソムリエ1級
- 国家資格 公認心理師
- ソルトマイスター

## 所属団体
- 日本心理学会 認定心理士[1]
- 日本カウンセリング学会[1]
- 日本臨床環境医学会[1]
- 日本自閉症スペクトラム学会[1]
- 日本健康医療学会[1]

## 著書
- ママと子どもで一緒にはじめる「発達障がい“改善”ステップ」（2016年、メディアソフト） ISBN 978-4879197238

### 雑誌
- 月刊『Yo-Ro-Zu』（2017年9月号 - 現在） - 「こころとからだの新世界」[9]

## 講演会
- 立正佼成会（東京都杉並区本部）
- 衆議院議員（衆議院会館）
- KENPOS（東急不動産、住友商事、豊田通商システムズ）

## 夫・浅井幸司
浅井 幸司（あさい こうじ、1956年〈昭和35年〉11月10日 - ）は実業家、音楽プロデューサー。株式会社エーモスト（AMOST Inc）代表取締役。元ソニー・ミュージックエンタテインメント社員。愛知県一宮市出身、日本大学商学部経営学科卒業。音楽プロデューサー名は「グラッチェ浅井」。

### 来歴
愛知県一宮市生まれ。愛知県立木曽川高等学校、日本大学商学部経営学科を卒業後、株式会社ソニー・ミュージックエンタテインメント入社。尾崎豊、聖飢魔IIを発掘したオーディション部門に配属。
1985年（昭和60年）良いと思った優秀な新人アーティスト全員がデビューできる訳ではない現状から生まれた新しいレコードレーベル「FITZBEAT」創設メンバーの1人して参画。その後、レベッカ、聖飢魔IIの宣伝を担当。1998年に妻（浅井ゆかり）と結婚、1児の娘を授かった。
1997年（平成9年）6月、ソニー・ミュージックエンタテインメントとエイベックスの2社が合弁で株式会社ホールネットワークを設立し、本社から新規事業立ち上げメンバーとして声がかかった。ソニーとしては初めての箱を作る一大プロジェクトとなり、ライブハウス『Zepp』立ち上げ統括の任命を受ける。1998年（平成10年）4月に札幌市に初のライブハウス「Zepp札幌」を開業、初代支配人に就任。2005年（平成17年）3月11日「Zepp名古屋」開業、初代支配人に就任。2012年（平成24年）4月27日「Zeppなんば大阪」開業、初代支配人に就任。2012年（平成24年）4月29日「Zepp台場」開業、初代支配人に就任。2016年（平成28年）60歳の定年を迎え、ソニーを退社。
2018年（平成30年）株式会社エーモスト（AMOST Inc）を設立、代表取締役に就任。音楽業界の重鎮の1人として、ラジオ番組「未来の輝く人生100年時代の生き方・働き方番組『大人のミライ』 」に出演する。
現在は、約40年間培った業界の人脈と経験を使って新規ビジネス等のプロデュースを行う。メディアの顧問にも従事した。

### 逸話
- 音楽業界に入ったつもりがソニー人生残りの半分を建設屋を付き合うことになった[3]。
- 初めて手掛けたZeppこけら落としで呼んだアーティストはPUFFY[3]。
- 「グラッチェ浅井」の由来は忌野清志郎から来ている。1989年「夜のヒットスタジオ」に出演したザ・タイマーズが物議をかもした演奏直後に発言した「グラッチェ、グラッチェ」から来ている[3]。
- 社名「AMOST」の由来は、“浅井、最高（ASAI IS THE MOST）”から来ている[3]。
- デーモン小暮と同じ誕生日。2023年11月10日に開催された聖飢魔II“10万61歳の発生日”ライブでステージに上がる。デーモン小暮と一緒に誕生日を祝った[10]。